# TT274
La tombe thébaine TT 274 est située à Gournet Mourraï, dans la nécropole thébaine, sur la rive ouest du Nil, face à Louxor en Égypte.
C'est la tombe d'un nommé Amenouahsou, grand prêtre de Montou de Tôd et de Thèbes, prêtre-sem au Ramesséum dans le domaine d'Amon durant les règnes de Ramsès II et Mérenptah.